# Guszona
Guszona (szlovákul: Husiná) község Szlovákiában, a Besztercebányai kerületben, a Rimaszombati járásban.

## Fekvése
Rimaszombattól közúton 18 km-re (de légvonalban csak 10 km-re) délnyugatra, a Lyukva-patak völgyében fekszik.

## Története
Szűz Mária Látogatása tiszteletére szentelt templomát és plébániáját 1322-ben említik először. A falu ekkor "Guibna" alakban szerepel. Ez a régi templom később egy tűzvészben elpusztult. 1341-ben "Guzna", 1435-ben "Guzona" alakban említik. A község története során különböző nemesi családok birtoka, kivéve az 1427 és 1431 közötti időszakot, amikor királyi birtok volt. A 14. század második felétől a Rátold nemzetségé, a 15. század második felétől Fülek várának tartozékaként a Perényieké, majd több nemesi családé. A 17. századi Habsburg-ellenes harcokban sok kárt szenvedett. A község pecsétje 1758-ból származik. Mai templomát 1787-ben építették. 1828-ban 79 házában 595 lakos élt, akik főként mezőgazdasággal foglalkoztak.
Vályi András szerint: "GUSZONA. Magyar falu Gömör Vármegyében, birtokosai külömbféle Urak, lakosai katolikusok, fekszik Rimaszombathoz egy mértföldnyire, határja magos hegyeken fekszik, és nehezen miveltetik, gabonát mind azon által jót terem, legelője elég, piatzozásai közel, fája szűken, gyümöltsös, és konyha kertyei, ’s káposztás földgyei jók, második Osztálybéli."
Fényes Elek szerint: "Guszona, magyar falu, Gömör és Kis-Honth egyesült vmegyékben, Fülekhez éjszakra 1 1/2 órányira: 600 kath. lak., paroch. templommal. Határa hegyes, völgyes, de azért meglehetős; gyümölcse sok. F. u. többen. Ut. p. Rimaszombat."
Gömör-Kishont vármegye monográfiája szerint: "Guszona, Nógrád vármegye közelében fekvő magyar kisközség, 167 házzal és 889 róm. kath. vallású lakossal. Hajdan Fülek vár tartozéka volt s nevét Gwsona alakban írták. 1427 előtt Jolsvay György a földesura. 1427-től 31-ig a királyné birtoka, 1454-ben már a Perényieké. Későbbi birtokosai a Kubinyi, Szakall, Fejérváry, Alitisz, Körtvélyessy, Koháry, Madarassy, Vajda és Fáy családok, most pedig Fejérváry Géza alezredesnek, Coburg Fülöp herczegnek, Vajda Ferdinándnak, Fáy Antalnak és Szakall Barnabásnak van itt nagyobb birtoka. Kath. temploma 1731-ben épült. A községhez tartoznak Kövecses, Keresztes, Mátra, Peczele, Felsőpeczele, Csentekut, Rakó, Liukva és Apáti puszták, melyek közül a két utóbbi hajdan külön-külön község volt. Apáti már a pápai tizedszedők jegyzékében szerepel. 1350-ben már a Felediek birtoka, 1412-ben a Czinege családé, 1413 és 1488 között a Dancs család bírja. Liukva puszta 1427-ben Lwkua, 1468-ban pedig Lwka alakban említve, előbb a Daróczy család, utóbb pedig a Hős és Sánkfalvi család birtoka. Guszona község postája Osgyán, a legközelebbi távírója és vasúti állomása pedig Losoncz."
A trianoni békeszerződésig területe Gömör-Kishont vármegye Feledi járásához tartozott, majd az új csehszlovák állam része lett. 1938 és 1944 között ismét Magyarországhoz tartozott. A falu első hősi emlékművét 1941-ben avatták fel.

## Népessége
| Év:            | 1994. | 2004.    | 2014.   | 2024. |
| -------------- | ----- | -------- | ------- | ----- |
| Emberek száma: | 453   | 505      | 545     | 545   |
| Eltérés:       |       | +11,47 % | +7,92 % | +0 %  |

| Év:            | 2023. | 2024.   |
| -------------- | ----- | ------- |
| Emberek száma: | 544   | 545     |
| Eltérés:       |       | +0,18 % |

1910-ben 864-en, túlnyomórészt magyarok lakták.
2001-ben 501 lakosából 389 magyar és 79 szlovák.
2011-ben 538 lakosából 379 magyar és 130 szlovák.

## Neves személyek
- Itt élt és alkotott Bacskai Béla (1935-1980) festőművész.
- Itt született 1951. február 25-én Alabán Ferenc irodalomkritikus, egyetemi tanár, tanszékvezető.
- Itt szolgált Szabó István (1801-1892) pap, műfordító, hellénista tudós, a MTA és a Kisfaludy Társaság tagja.

## Nevezetességei
- A Rózsafüzéres Szűz Mária tiszteletére szentelt, római katolikus temploma 1787-ben épült.
- Klasszicista kúriája a 19. század elején épült.
- A község területén egy 12.–13. századból származó kardot találtak.